# Orimarga griseipennis
Orimarga griseipennis är en tvåvingeart som beskrevs av Alexander 1935. Orimarga griseipennis ingår i släktet Orimarga och familjen småharkrankar.
Artens utbredningsområde är Taiwan. Inga underarter finns listade i Catalogue of Life.